# Редвуд, Хьюберт
Хью́берт Ре́двуд (англ. Hubert Redwood; 13 июня 1913 — 28 сентября 1943) — английский футболист, выступавший на позиции правого защитника.

## Биография
Родился в Сент-Хеленсе в 1913 году в семье Герберта и Сары Редвуд. В мае 1933 года подписал контракт с клубом «Манчестер Юнайтед». 21 сентября 1935 года дебютировал в основном составе «Юнайтед» в матче против «Тоттенхэм Хотспур». Это был его единственный матч в сезоне 1935/36. В начале сезона 1936/37 из-за травмы Джека Гриффитса пробился в основной состав и провёл 21 матч в чемпионате. В сезонах 1937/38 и 1938/39 был основным правым защитником «Манчестер Юнайтед». Всего провёл в клубе четыре сезона, сыграв за это время 93 матча и забив 4 мяча.
После объявления войны Германии Великобританией и прекращения официальных футбольных турниров в Англии в сентябре 1939 года Хьюберт Редвуд был призван в армию. Служил в полку Южного Ланкашира (South Lancashire Regiment). Получил звание капрала (Corporal). Заболел туберкулёзом во время службы, после чего был демобилизован и вернулся в родной город Сент-Хеленс, где и умер 28 октября 1943 года в возрасте 30 лет. Похоронен на кладбище Сент-Хеленс.

## Статистика выступлений
| Клуб              | Сезон            | Лига | Лига | Кубок Англии | Кубок Англии | Итого | Итого |
| Клуб              | Сезон            | Игры | Голы | Игры         | Голы         | Игры  | Голы  |
| ----------------- | ---------------- | ---- | ---- | ------------ | ------------ | ----- | ----- |
| Манчестер Юнайтед | 1935/36          | 1    | 0    | 0            | 0            | 1     | 0     |
| Манчестер Юнайтед | 1936/37          | 21   | 0    | 1            | 0            | 22    | 0     |
| Манчестер Юнайтед | 1937/38          | 29   | 2    | 4            | 0            | 33    | 2     |
| Манчестер Юнайтед | 1938/39          | 35   | 1    | 2            | 1            | 37    | 2     |
| Всего за карьеру  | Всего за карьеру | 86   | 3    | 7            | 1            | 93    | 4     |